# Rudawa (Bystrzyca Kłodzka)

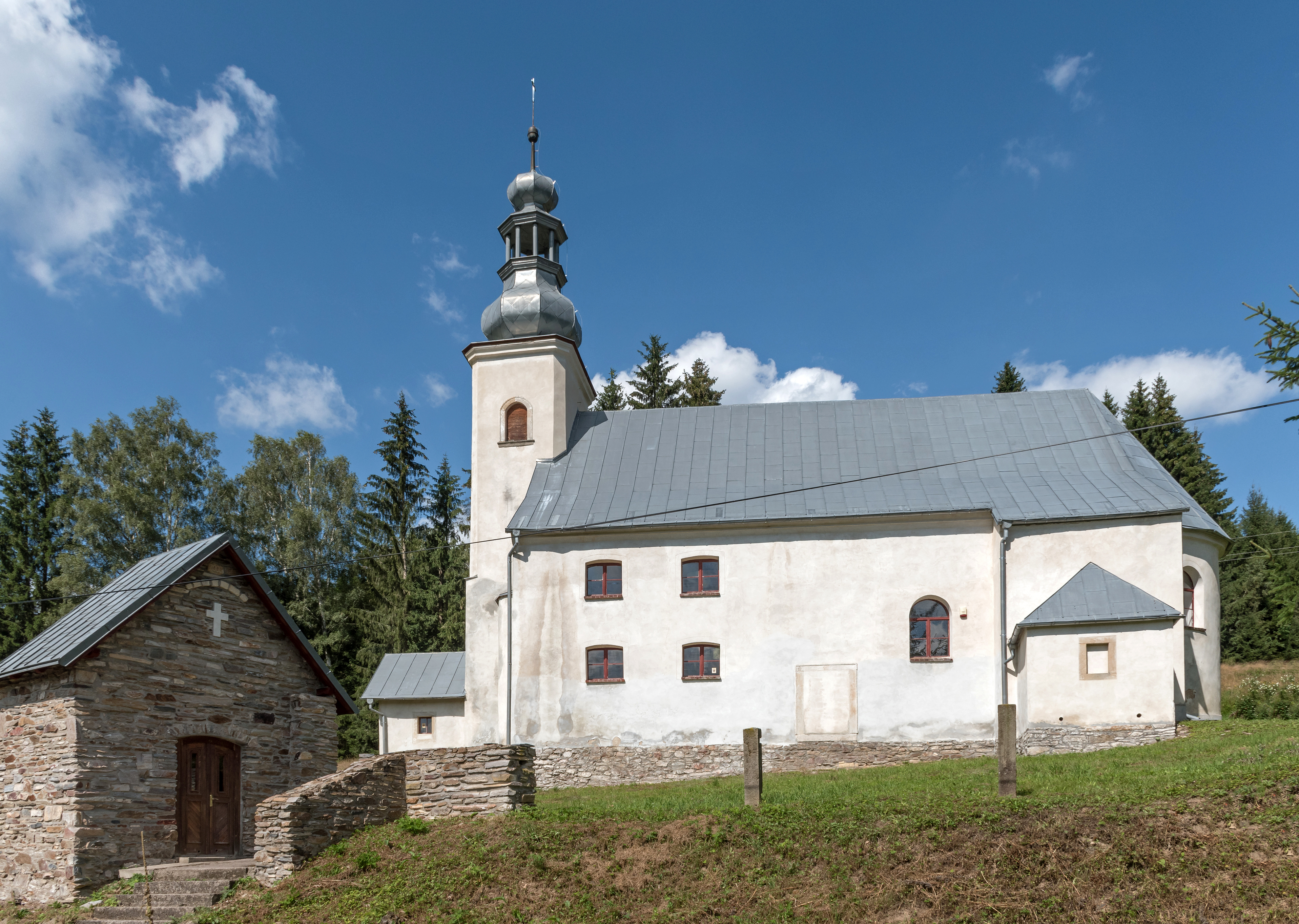
Kirche mit dem Patrozinium Kreuzerhöhung

Rudawa (deutsch: Stuhlseiffen) ist ein Ort in der Stadt- und Landgemeinde Bystrzyca Kłodzka im Powiat Kłodzki der Woiwodschaft Niederschlesien in Polen. Es liegt zehn Kilometer südwestlich von Bystrzyca Kłodzka (Habelschwerdt).

## Geographie
Rudawa liegt im Habelschwerdter Gebirge im oberen Tal der Erlitz, die die Grenze zu Tschechien bildet. Nachbarorte sind Poręba (Lichtenwalde) im Osten, Poniatów (Peucker) im Südwesten sowie Nová Ves (Neudorf), Černá Voda (Schwarzwasser) und Mostowice (Langenbrück) im Nordwesten. Nordöstlich erhebt sich der 978 m hohe Heidelberg (polnisch Jagodna).

## Geschichte
Stuhlseiffen, das zur Grafschaft Glatz gehörte, wurde 1570–1578 zusammen mit den benachbarten Ortschaften Marienthal und Freiwalde auf landesherrlichem Grund vom Oberwaldmeister Leonhard von Veldhammer (auch Feldhammer, † 1583) vermessen und angelegt. Es war im Besitz der königlich-böhmischen Kammer und wurde vermutlich wegen eines existierenden Bergwerks zunächst als „Stolseifen“ bezeichnet. Ebenfalls um 1570 wurde ein Freirichtergut angelegt.
Zusammen mit anderen Kammerdörfern im Distrikt Habelschwerdt erwarb Stuhlseiffen 1684 der Glatzer Landeshauptmann Michael Wenzel von Althann, der aus den neu erworbenen Dorfschaften die Herrschaft Schnallenstein bildete, deren Hauptort Rosenthal war, weshalb sie auch als „Herrschaft Rosenthal“ bezeichnet wurde. Das Stuhlseiffener Freirichtergut blieb weiterhin eigenständig. 
Nach dem Ersten Schlesischen Krieg 1742 und endgültig mit dem Hubertusburger Frieden 1763 fiel Stuhlseiffen zusammen mit der Grafschaft Glatz an Preußen. Nach der Neugliederung Preußens gehörte es ab 1815 zur Provinz Schlesien und war zunächst dem Landkreis Glatz und ab 1818 dem neu geschaffenen Landkreis Habelschwerdt eingegliedert, mit dem es bis 1945 verbunden blieb. Von wirtschaftlicher Bedeutung war bis 1839 der Bergbau nach Erz. Außerdem wurden in Heimarbeit von 49 Familien Spanschachteln hergestellt. Ab 1874 bildete die Landgemeinde Stuhlseiffen zusammen mit dem Gutsbezirk Lichtenwalde den Amtsbezirk Stuhlseiffen. 1939 wurden 419 Einwohner gezählt.
Als Folge des Zweiten Weltkriegs fiel Stuhlseiffen 1945 wie fast ganz Schlesien an Polen und wurde in Rudawa umbenannt. Die deutsche Bevölkerung wurde vertrieben. Die neu angesiedelten Bewohner waren teilweise Zwangsumgesiedelte aus Ostpolen, das an die Sowjetunion gefallen war. Wegen der abgelegenen gebirgigen Lage verließen zahlreiche Bewohner in den nächsten Jahrzehnten Rudawa wieder, so dass es weitgehend entvölkert ist. 1975–1998 gehörte Rudawa zur Woiwodschaft Wałbrzych (Waldenburg). Wirtschaftliche Bedeutung erlangte in den letzten Jahren der Fremdenverkehr. 

### Kirchliche Zugehörigkeit
Stuhlseiffen verfügte über kein eigenes Gotteshaus und war zur Filialkirche in Lichtenwalde gewidmet, das seinerseits zur Pfarrei Oberlangenau gehörte. Um 1610, als sich die Bevölkerung fast ausnahmslos zum lutherischen Glauben bekannte, war Lichtenwalde Pfarrort, zu dem Peucker und Stuhlseiffen gewidmet waren. Nach der Schlacht am Weißen Berg und  der Rückeroberung der Grafschaft Glatz durch die Kaiserlichen 1623 amtierte in Lichtenwalde, das zur Filiale von Ebersdorf herabgestuft wurde, wiederum ein katholischer Pfarrer. Wegen der weiten Entfernung nach Ebersdorf wurden Peucker und Stuhlseiffen von Lichtenwalde gelöst und zur Filialkirche Seitendorf zugewiesen, mit der sie 1665 an die wieder errichtete Pfarrei Rosenthal kamen.

## Sehenswürdigkeiten
- Vermutlich schon bei der Erbauung des Dorfes wurde ein Begräbnisplatz angelegt, bei dem zunächst nur ein Glockenturm stand. Mit Genehmigung des Prager Konsistoriums wurde 1695 auf diesem Platz eine Begräbniskapelle aus Holz errichtet und mit dem Patrozinium „Mariä Geburt“ geweiht. Nach dem Übergang an Preußen wurde 1769 an ihrer Stelle eine Kirche mit dem Patrozinium Kreuzerhöhung erbaut. Anfang des 21. Jahrhunderts wurde sie restauriert.
- Wegkreuze und andere Bildstöcke.

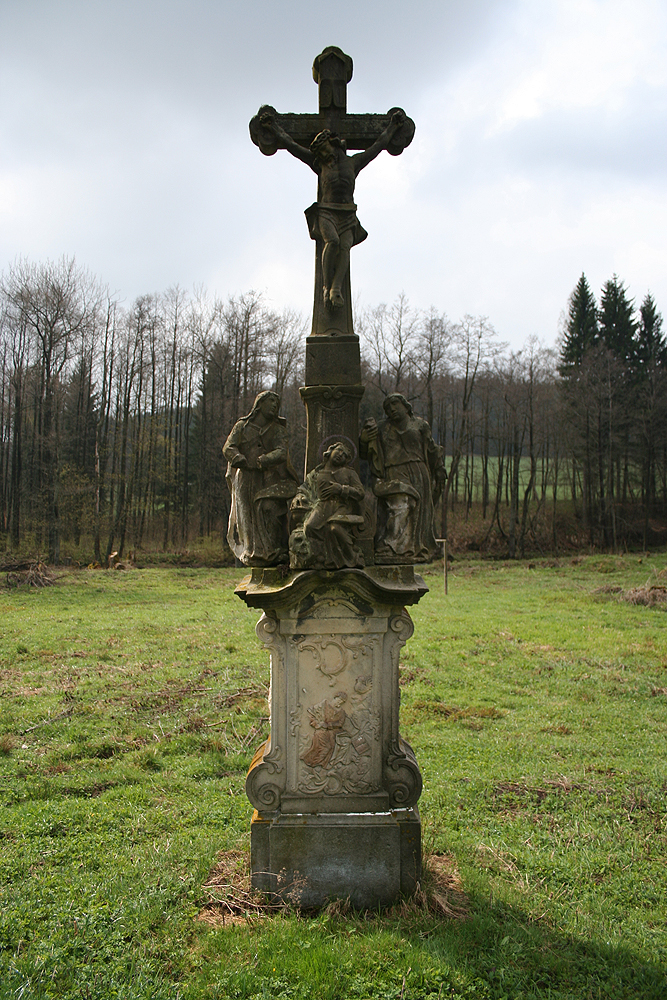
Kreuzgruppe
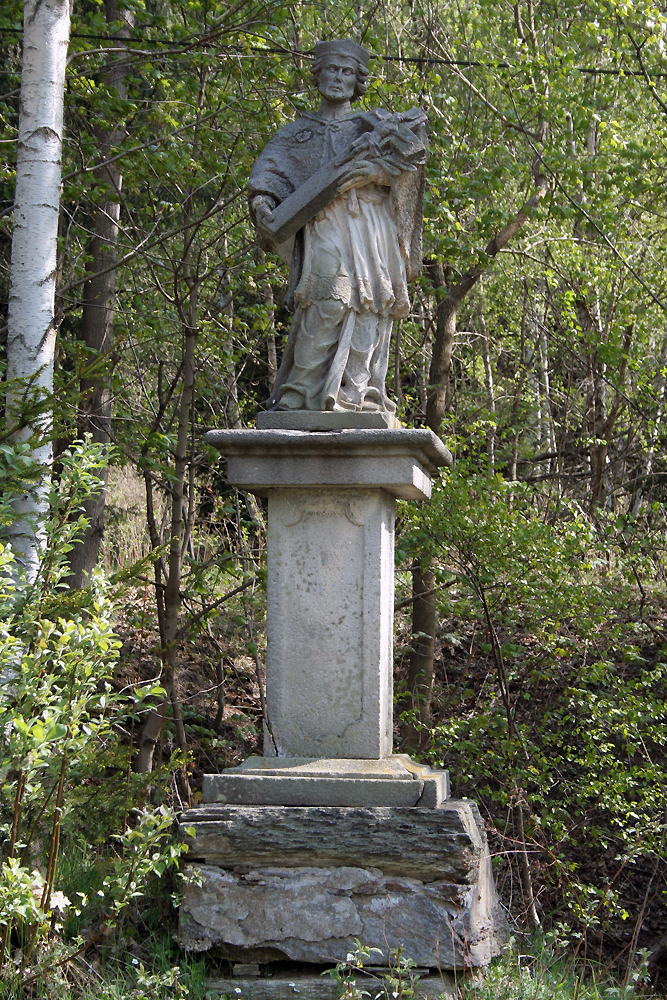
Nepomuk-Statue
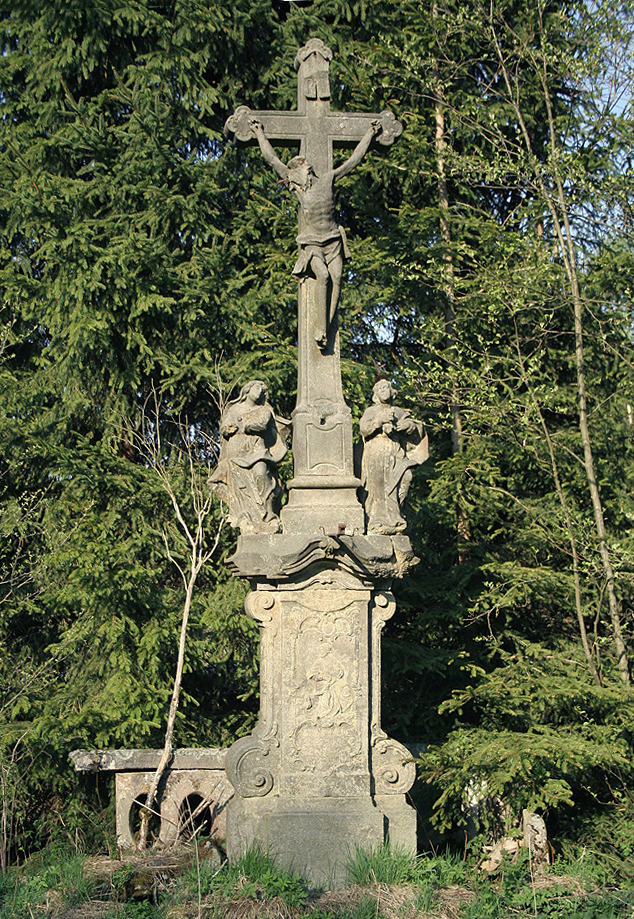
Kreuzgruppe